# Gömb TV
A Gömb TV egy budapesti egyetemisták által 1993 és 1999 között működtetett videós gerillaanyagokat és videóműsorokat készítő és azokat ingyenesen vetítő társaság volt.
Legismertebb rendszeres műsoraik az Egyetemi Színpadon és művészmozikban (az MTV korabeli heti hírműsorának alternatívájaként) vasárnaponként vetített A Mi Hetünk című videóújság és a Sziget Fesztiválokon naponta jelentkező Sziget Híradó adások voltak.

## Előzmények
1993 őszén fővárosi egyetemisták sok ezres diáktüntetést szerveztek az akkor monopolhelyzetben lévő állami televízió, az MTV kormánypárti „elfoglalása” és a köztelevízió kormánykritikus hírműsorának, az Esti Egyenlegnek ellehetetlenítése ellen az MTV akkori székháza elé, a budapesti Szabadság térre.
A tüntetés szervezői és résztvevői közül nem sokkal ezután alakult egy csapat, melynek tagjai a közvélemény figyelmének ébrentartása érdekében egyfajta performanszként tévészobor építő akciót kezdeményeztek a térre és a demonstráció dokumentálására gerillavideókat kezdtek készíteni. Kezdeti céljuk az volt, hogy a Magyar Televízióban futó A Hét című heti hírösszefoglaló alternatívájaként független szellemiségben készülő híradásokban mutassák be az ország – állami csatornákból kirostált – fontosnak tartott híreit és eseményeit. Így született meg a Gömb TV.

## A Mi Hetünk
A stáb által készített anyagok bemutatásának 1994 és 1996 között a Szerb utcai Puskás Tamás által vezetett Egyetemi Színpad adott otthont, ahol Szalai-Szabó István szervezte a programokat. Itt került sor heti rendszerességgel vasárnap esténként 7 órától A Mi Hetünk című kb. félórás adások vetítésére. Később az adásokat több Artmoziban is műsorára tűzték, és filmhíradó formájában vetítették többek között a Hunnia, a Művész és a Szindbád moziban.
A videóaktivizmus jegyében egy olyan tudástermelés és tudásmegosztás zajlott, ami alternatív politikai, társadalmi és kulturális valóságot jelenített meg a rendszerváltás utáni években - mindez egy alulról szerveződő, fiatal alkotócsoport szemszögéből, amely független szellemiségben készített műsorokat.
Az akkori társadalmi viszonyoknak és a csapat őszinte nyitottságának köszönhetően a Gömb TV olyan helyekre és eseményekre is eljuthatott – pártrendezvényekre, Máltai „Vagonba”, nagyatádi menekülttáborba – ahová hivatalos médiumként akkoriban nem sikerült volna.

## 1994-es választások
A Gömb TV egyik legsikeresebb adássorozata az 1994-es országgyűlési választásokra készülő pártok, szervezetek, jelöltek tevékenységének és életének bemutatása volt. Illetve magának a parlamenti választásnak kétfordulós közvetítése, ahol a VHS-kazettákra rögzített anyagok motorkerékpáros egyetemisták segítségével rögtön bemutatásra kerülhettek a színültig megtelt Egyetemi Színpad nézőközönsége előtt.

## Sziget Híradó
A Mi Hetünk adásai mellett 1994 és 1999 között a Gömb TV csapata készítette az egykori Diáksziget Sziget Híradóját is, amelyben a fesztiválnapok végén szabadtéri vetítés keretében láthatták a szigetlakók az adott napok eseményeiről szóló beszámolókat, riportokat, koncertfelvételeket.

## Működés
A Gömb TV stábjának technikai felszereltsége eleinte a tagok által rendelkezésre bocsátott VHS-kamerákból és asztali videófelvevő készülékekből állt. Később támogatásként kapott analóg vágógéppel és az akkori technikai lehetőségekhez képest már félprofinak mondható nagyméretű és hosszú készenléti idővel bíró S-VHS-kamerákkal és profi lámpákkal bővült.
Összességében a Gömb TV egy egyedülálló alternatív vizuális, tartalmi, gyártási és elosztási (bemutatási) stratégiákat működtető közösségteremtő alkotócsoport volt a kilencvenes évek Magyarországán.
2022-ben a Gömb TV öt alapítótagja az OSA-nak adományozta több száz VHS, S-VHS, HI8, VHS-C rendszerű nyers- és vágott anyagokat tartalmazó gyűjteményét. Ezek digitalizálása folyamatban van.

## Tagok
Alapító tagok: Buk Miklós, Kovács Ádám, Poroszlai Eszter, Somlai János, Sterk Barbara, Surányi Judit.
Munkatársak: Czinki Gertrúd, Elek Gergely, Elek Márton, Fóti Lázár, Francia Gyula, Hevesi Nándor, Hidvégi András, Kemény Tamás, Kiss Krisztián, Moll Zoltán, Nemes András, Pacher Nóra, Pál Rebeka, Pettik Ádám, Politzer Péter, Sík Dániel, Simai Péter, Szalva Péter, Szilágyi Kornél, Tanács László, Varga Kristóf és még sokan mások.